# Chóra (ort i Grekland)
Chóra (Chora) är en ort i Grekland.   Den ligger i prefekturen Nomós Sámou och regionen Nordegeiska öarna, i den östra delen av landet, 280 km öster om huvudstaden Aten. Chóra ligger 43 meter över havet och antalet invånare är 1 218. Den ligger på ön Samos.
Terrängen runt Chóra är varierad. Havet är nära Chóra åt sydost.  Närmaste större samhälle är Mytilinioí, 2,6 km norr om Chóra. 